# Lijst van beelden in Nissewaard
Dit is een (onvolledige) lijst van beelden in Nissewaard. Onder een beeld wordt hier verstaan elk driedimensionaal kunstwerk in de openbare ruimte van de Nederlandse gemeente Nissewaard, waarbij beeld wordt gebruikt als verzamelbegrip voor sculpturen, standbeelden, installaties, gedenktekens en overige beeldhouwwerken.

## Overzicht beelden en herinneringsmonumenten
| Geplaatst                      | Omschrijving                                                                        | Kunstenaar                                               | Straat                                                         | Plaats      | Materiaal                                                              | Afbeelding                   |
| ------------------------------ | ----------------------------------------------------------------------------------- | -------------------------------------------------------- | -------------------------------------------------------------- | ----------- | ---------------------------------------------------------------------- | ---------------------------- |
| 1881?                          | De leeuw van Putten                                                                 |                                                          | Noordeinde                                                     | Spijkenisse |                                                                        |                              |
| 1953                           | Oorlogsmonument                                                                     | M.C.A. Meischke                                          | Vredehofstraat, begraafplaats                                  | Spijkenisse | Pilaar: Franse kalksteen uit Vaurion                                   |                              |
| 1958                           | Gevelsteen trouwen, geboorte, aantekenen, militaire dienst, overlijden, belastingen | Beeldhouwer onbekend                                     | Voormalige gemeentehuis Koningin Julianaplein                  | Spijkenisse |                                                                        |                              |
| 1959?                          | Twee figuren / Liggende mannenfiguur met vogel                                      | Joan Bakker                                              | Sportlaan                                                      | Spijkenisse | Muschelkalksteen                                                       |                              |
| 1960-1963                      | Kinderen in hun gedragingen                                                         | K. van Erven (toegeschreven)                             | Slauerhoffstraat 2, Jan Campertschool                          | Spijkenisse | Keramisch wandmozaïek                                                  |                              |
| 1962 of eerder                 | Droomboot                                                                           | Cor van Kralingen                                        | Sportlaan bij ROC                                              | Spijkenisse | Steen                                                                  |                              |
| 1963                           | onbekend                                                                            |                                                          | Hoeklaan / Sperwerhoek - stond eerder op 't Plateau            | Spijkenisse | Steen                                                                  |                              |
| 1963 of eerder                 | De mens die naar het licht reikt                                                    |                                                          | waarschijnlijk in Hoogwerf-Schiekamp                           | Spijkenisse |                                                                        | Geen foto beschikbaar        |
| 1964                           | Drie mannen en zeven kinderen                                                       | Teun Jacob                                               | Lisstraat (CBS De Rank)                                        | Spijkenisse | Brons                                                                  |                              |
| 1966                           | Vredesduif (oorspronkelijk "Vliegende Vogel")                                       | Willem Berkhemer; voorheen toegeschreven aan Joan Bakker | Binnentuin van Lindenstraat 8, zorgcentrum Hart van Groenewoud | Spijkenisse | Portugees marmer                                                       |                              |
| 1970                           | Beeld in tien delen                                                                 | Leo de Vries                                             | Beerenplaat, drinkwaterbedrijf                                 | Spijkenisse | Kalksteen                                                              |                              |
| 1971                           | Staalobject                                                                         | G.J. Spuybroek jr.                                       | Hekelingseweg/De Ritte bij csg Oude Maas                       | Spijkenisse | Staal                                                                  |                              |
| 1971                           | Metaalobject (drie rode schichten aan de muur)                                      | Rob Kooman                                               | Electriciteitsgebouw Gallieleilaan/Heemraadlaan                | Spijkenisse | Metaal                                                                 | Geen foto beschikbaar        |
| 1975                           | Bronsplastiek Drie vrouwen                                                          | Auke Hettema                                             | Sportlaan 13                                                   | Spijkenisse | Brons                                                                  |                              |
| 1980 of eerder                 | Kikker                                                                              |                                                          | Waterland winkelcentrum                                        | Spijkenisse |                                                                        |                              |
| 1981                           | Baksteenreliëf                                                                      | Johan van Reede                                          | Schoutstraat (politiebureau)                                   | Spijkenisse | Baksteen                                                               |                              |
| 1983                           | Zit-speelelement De Kooy                                                            | Bas van Leeuwen                                          | Pampasgras 12 (schoolplein De Kooy)                            | Spijkenisse | plaatstaal                                                             |                              |
| 1985                           | Constructie 2.2.3D                                                                  | Lucien den Arend                                         | Sportlaan/Groene Kruisweg                                      | Spijkenisse | Staal                                                                  |                              |
| 1985                           | Plaquette Spijkenisserbrug                                                          | Hans Verhulst                                            | Tramdijk                                                       | Spijkenisse |                                                                        |                              |
| 1985                           | Rietstengels                                                                        | Geert Lebbing                                            | Waterland winkelcentrum (Vlinderveen)                          | Spijkenisse | Kunststof                                                              |                              |
| 1986                           | Monument familie Levie                                                              |                                                          | Voorstraat 14a                                                 | Spijkenisse |                                                                        |                              |
| 1988                           | Dorpsomroeper Barend Smits                                                          | Ad Braat                                                 | 1e Heulbrugstraat                                              | Spijkenisse | Brons                                                                  |                              |
| 1988                           | Baken                                                                               | Nout Visser                                              | Lange Schenkeldijk                                             | Spijkenisse |                                                                        |                              |
| 1989                           | Het bejaarde echtpaar                                                               | Hansje den Hollander                                     | Hostapad                                                       | Spijkenisse | Franse natuursteen                                                     |                              |
| 1989                           | Pompwaaier, afkomstig van De Leeuw van Putten, en twee sluisdeuren                  |                                                          | Noordeinde, tegenover molen                                    | Spijkenisse |                                                                        |                              |
| 1990 of eerder                 | zonder titel \ Kunstwerk met een zuil(?)                                            | Ian Jacob Pieters                                        | Groene Kruisstraat                                             | Spijkenisse |                                                                        |                              |
| 1990 of eerder                 | Slinger in de tijd                                                                  | Cor Kraat                                                | Hekelingseweg / Planetenlaan                                   | Spijkenisse |                                                                        |                              |
| 1990                           | RAF monument                                                                        | C.P. van Bokkem                                          | Hekelingseweg                                                  | Spijkenisse | Vliegtuigpropeller (metaal) op zwart marmeren voetstuk                 |                              |
| 1990                           | Hygieia                                                                             | Hansje den Hollander                                     | Ruwaard van Puttenziekenhuis                                   | Spijkenisse |                                                                        |                              |
| 1994                           | Object Wijkcentrum Maaswijk                                                         | Marus van der Made                                       | Wijkcentrum Maaswijk (Maria Rutgers-Hoitsemastraat 2)          | Spijkenisse | Staal, perspex                                                         | Nog geen foto beschikbaar    |
| 1995                           | Mannetjes op de krom                                                                | Bert Kiewiet                                             | Voorstraat / Noordeinde                                        | Spijkenisse | Brons                                                                  |                              |
| 1996                           | Dreamtime N218                                                                      | Lilian Roosenboom                                        | Groene Kruisweg / bustunnel - kruising Baljuwlaan              | Spijkenisse | Beton met knikkers                                                     |                              |
| 1997                           | De bloem                                                                            | Frans en Marja de Boer-Lichtveld                         | Maasboulevard / Rivierlaan                                     | Spijkenisse | Staal                                                                  |                              |
| 1998                           | Romeo en Julia                                                                      | Godelieve Smulders                                       | Sportlaan 13-15                                                | Spijkenisse | Roestvrijstaal en eikenhout                                            |                              |
| 1998                           | Glorie                                                                              | Dicky Brand                                              | Eikenlaan / Schenkelweg                                        | Spijkenisse |                                                                        |                              |
| 1999                           | De zonnewachters                                                                    | Tjikkie Kreuger                                          | Koningin Julianaplein                                          | Spijkenisse | Brons (beeldengroep) en koper (zon)                                    |                              |
| 2000                           | Verbonden                                                                           | Jan Bakker                                               | Begraafplaats De Ommering                                      | Spijkenisse | Corten staal                                                           |                              |
| 2001                           | Millenniumfontein                                                                   | Sonja Oudendijk                                          | Schepenpad                                                     | Spijkenisse |                                                                        |                              |
| 2002                           | Monument Jan Campert                                                                | Helen Ferdinand                                          | Jan Campertkade                                                | Spijkenisse | Roestvrij stalen zuil met bronzen boekblad, op natuurstenen betegeling |                              |
| 2002                           | Kringloop van het geld                                                              | Jan Bakker                                               | Marrewijklaan / Raadhuislaan                                   | Spijkenisse | Roestvrij staal                                                        |                              |
| 2002                           | Walvisstaarten                                                                      | Maarten Struijs                                          | Bachbaan, einde metrolijn                                      | Spijkenisse | Polyester                                                              |                              |
| 2005                           | Grote Paradox                                                                       | Melle de Boer                                            | Hoeklaan 82-84 (Delta Psychiatrisch Centrum, MFC Spijkenisse)  | Spijkenisse | Polyester                                                              |                              |
| 2006 of eerder                 | Bankje Maasboulevard                                                                | Alex Schellenberg                                        | Nieuw Hongerlandsedijk, 51° 50′ 43″ NB, 04° 21′ 20″ OL         | Spijkenisse | Hout, staal                                                            | Geen foto beschikbaar        |
| 2006                           | Boom van staal                                                                      | Reinier Lagendijk                                        | Maaswijkweg / Rivierlaan                                       | Spijkenisse | Staal                                                                  |                              |
| 2007                           | Mercurius                                                                           | Pépé Grégoire                                            | Passage/Breestoep                                              | Spijkenisse |                                                                        |                              |
| 2007                           | Liefhebben: Een kunst, een kunde                                                    | Hanneke Piederiet                                        | P.J. Bliekstraat: gevel RIAGG-gebouw                           | Spijkenisse | Corten staal                                                           |                              |
| 2011 (kunstwerk; oorspr. 1966) | Plaatpers                                                                           |                                                          | Vlietstraat                                                    | Spijkenisse |                                                                        |                              |
| 2011                           | Cumulus                                                                             | Pieter Obols                                             | Raadhuislaan                                                   | Spijkenisse | Corten staal                                                           |                              |
| 2011-2013                      | Eurobruggen                                                                         | Robin Stam                                               | Gerard Fonkertsingel en Pieter Speelmansingel                  | Spijkenisse | Beton                                                                  | Zie Spijkenisser Eurobruggen |
| 2012                           | Laat ons lezen                                                                      | Jan Bakker                                               | De Boekenberg                                                  | Spijkenisse | Staal                                                                  |                              |
| 2012                           | Social sofa Spijkenisse centrum                                                     |                                                          | Ruwaard van Puttenweg (voor het ziekenhuis)                    | Spijkenisse |                                                                        |                              |
| 2012                           | Social sofa Klokbekerkreek                                                          |                                                          | Klokbekerkreek                                                 | Spijkenisse |                                                                        |                              |
| 2012                           | Social sofa Herman Gorterstraat                                                     |                                                          | Herman Gorterstraat                                            | Spijkenisse |                                                                        |                              |
| 2013                           | In gemeenschap gedragen                                                             | Feico Hajonides                                          | Stadhuis (Raadhuislaan)                                        | Spijkenisse | Brons                                                                  |                              |
| 2015                           | Social sofa Wezelveen                                                               |                                                          | Wezelveen                                                      | Spijkenisse |                                                                        |                              |
| 2016                           | Social sofa Karperveen                                                              |                                                          | Karperveen                                                     | Spijkenisse |                                                                        |                              |
| 2022                           | Hond Max                                                                            | Tineke Nusink                                            | Voorstraat 14a                                                 | Spijkenisse | brons                                                                  |                              |
| 2023                           | Waterballet / Dansende kikkers                                                      | Albert Kramer                                            | Vijver bij Theater De Stoep (Theaterplein)                     | Spijkenisse |                                                                        |                              |
|                                | zonder titel                                                                        | Bert de Bruin                                            | Groene Kruisweg / Hekelingseweg                                | Spijkenisse | Metaal                                                                 |                              |
|                                | Twee spelende kinderen                                                              | Harry Boley                                              | Maaswijkweg bij Rivierlaan                                     | Spijkenisse |                                                                        |                              |
|                                | Poesjes                                                                             |                                                          | Maaswijkweg bij Rivierlaan                                     | Spijkenisse |                                                                        |                              |
|                                | "Halve bol"                                                                         |                                                          | Schepenpad                                                     | Spijkenisse |                                                                        |                              |
|                                | Herder en herderinnetje                                                             | Tineke Nusink                                            | Salamanderveen 350 (Gymnastieklokaal)                          | Spijkenisse |                                                                        |                              |
|                                | Rode Karper                                                                         |                                                          | Karperveen/De Schouw                                           | Spijkenisse | Polyester                                                              |                              |
|                                | Groot Hoefblad                                                                      |                                                          | Borgtweg 1 (JJI De Hartelborgt)                                | Spijkenisse | Stalen rek met bronzen bladeren                                        |                              |
|                                | onbekend                                                                            | onbekend                                                 | Groene Kruisweg bij Stationsstraat                             | Spijkenisse |                                                                        |                              |
| 1955                           | Oorlogsmonument                                                                     | Stad en Landschap Z-Holland                              | Kerkstraat                                                     | Zuidland    |                                                                        |                              |
| 2004                           | Paard                                                                               | Gerard Brouwer                                           | Markt                                                          | Heenvliet   |                                                                        |                              |
|                                | Justitia                                                                            |                                                          | Kaaistraat 2 (Oude Stadhuis)                                   | Geervliet   |                                                                        |                              |
| 2022                           | Cornelis de Witt                                                                    | Roy Greve                                                | Parkeerplaats Sint Anthonieplein                               | Geervliet   | brons                                                                  |                              |

## Stichting Oud- & Nieuw Spijkenisse
Twaalf van bovenstaande beelden en monumenten in Spijkenisse zijn gerealiseerd door de Stichting Oud- & Nieuw Spijkenisse. Deze stichting werd in 1987 opgericht door Cees H. van Wijngaarden, Lenie Waleboer-Versteeg en Jan de Baan. Het doel ervan is het realiseren van culturele en kunstzinnige doelen in Spijkenisse en daarmee de leefbaarheid van Spijkenisse te verrijken. Dat gebeurt onder meer met kunstobjecten. De stichting doet dat met hulp van vele giften door het bedrijfsleven uit Spijkenisse en de Botlek (waar nu en in het verleden vele Spijkenissers werken) en particulieren, zij krijgt géén subsidie. Alle gerealiseerde kunstobjecten worden na de onthulling ervan aangeboden als geschenk aan de gemeente Spijkenisse, die hen tot nu toe dankbaar heeft geaccepteerd.

### Geraliseerde objecten
| Jaar realisatie | Object                                 | Maker                | Locatie                                                             | Afbeelding                |
| --------------- | -------------------------------------- | -------------------- | ------------------------------------------------------------------- | ------------------------- |
| 1988            | Dorpsomroeper                          | Ad Braat             | Eerste Heulbrugstraat                                               |                           |
| 1988            | Carillon                               | Royal Eijsbouts      | Toren Dorpskerk                                                     |                           |
| 1989            | Bejaard echtpaar                       | Hansje den Hollander | Hoogwerfsingel                                                      |                           |
| 1989            | Vijzelwaaier Leeuw van Putten uit 1881 | Onbekend             | Noordeinde                                                          |                           |
| 1989            | Verlichting dorpskerk                  | Fa. Korengevel       | Dorpskerk                                                           | Nog geen foto beschikbaar |
| 1990            | Hygieia                                | Hansje den Hollender | Medisch Centrum                                                     |                           |
| 1995            | Mannetjes op de Krom                   | Bert Kiewiet         | Noordeinde/Voorstraat                                               |                           |
| 1999            | Zonnewachters                          | Tjikkie Kreuger      | Koningin Julianaplein                                               |                           |
| 2000            | Verbonden                              | Jan Bakker           | Begraafplaats De Ommering                                           |                           |
| 2002            | De kringloop van het geld              | Jan Bakker           | Breestraat/Marrewijklaan                                            |                           |
| 2011            | Cumulus                                | Pieter Obols         | Rotonde Raadhuislaan - Cenrumlaan - J.M. den Uyllaan - D. Losstraat |                           |
| 2012            | Laat ons lezen                         | Jan Bakker           | Boekenberg, Markt                                                   |                           |
| 2013            | In gemeenschap gedragen                | Feico Hajonies       | Stadhuis, Raadhuislaan                                              |                           |
| 2023            | Waterballet/Dansende kikkers           | Albert Kramer        | Theater De Stoep, Theaterplein                                      |                           |

### Publicaties
- Manieren van zien : 75 jaar Jan Bakker / Cees H. van Wijngaarden (boek, 2000)
- Beelden en objecten : 1987 - 2000 / Cees H. van Wijngaarden (boek, 2000)
- Herinneringen aan het dorp van toen : Spijkenisse rond 1962 gezien door tekenaar Jan Hordijk / Jan Hordijk (2002, boek)

Deze publicaties zijn in te zien in het Streekarchief Voorne-Putten in Den Briel.

## Meer informatie
- In de beschrijvingen van de foto's. Klik daarvoor op de foto en klik door. Voor enkele gefotografeerde beelden is een eigen categorie in Wikimedia Commons gemaakt waarin een beschrijving staat; scroll daarvoor naar beneden in de beschrijving en klik onderaan op de betreffende categorie.
- Voor de beelden die zijn gerealiseerd door de Stichting Oud en Nieuw Spijkenisse: de voormalige website; Beelden en objecten : 1987 - 2000 is online beschikbaar via Archive.org boekje 1987-2000.